# 釧路車站
釧路車站（日语：／ Kushiro eki */?）是屬於北海道旅客鐵道（JR北海道）根室本線的鐵路車站，也是道東地區最大都市釧路市的中心車站。本站在行政分區上位於日本北海道釧路市北大通14丁目的範圍內，是JR北海道三支社之一的釧路支社之實際所在地。

## 車站構造

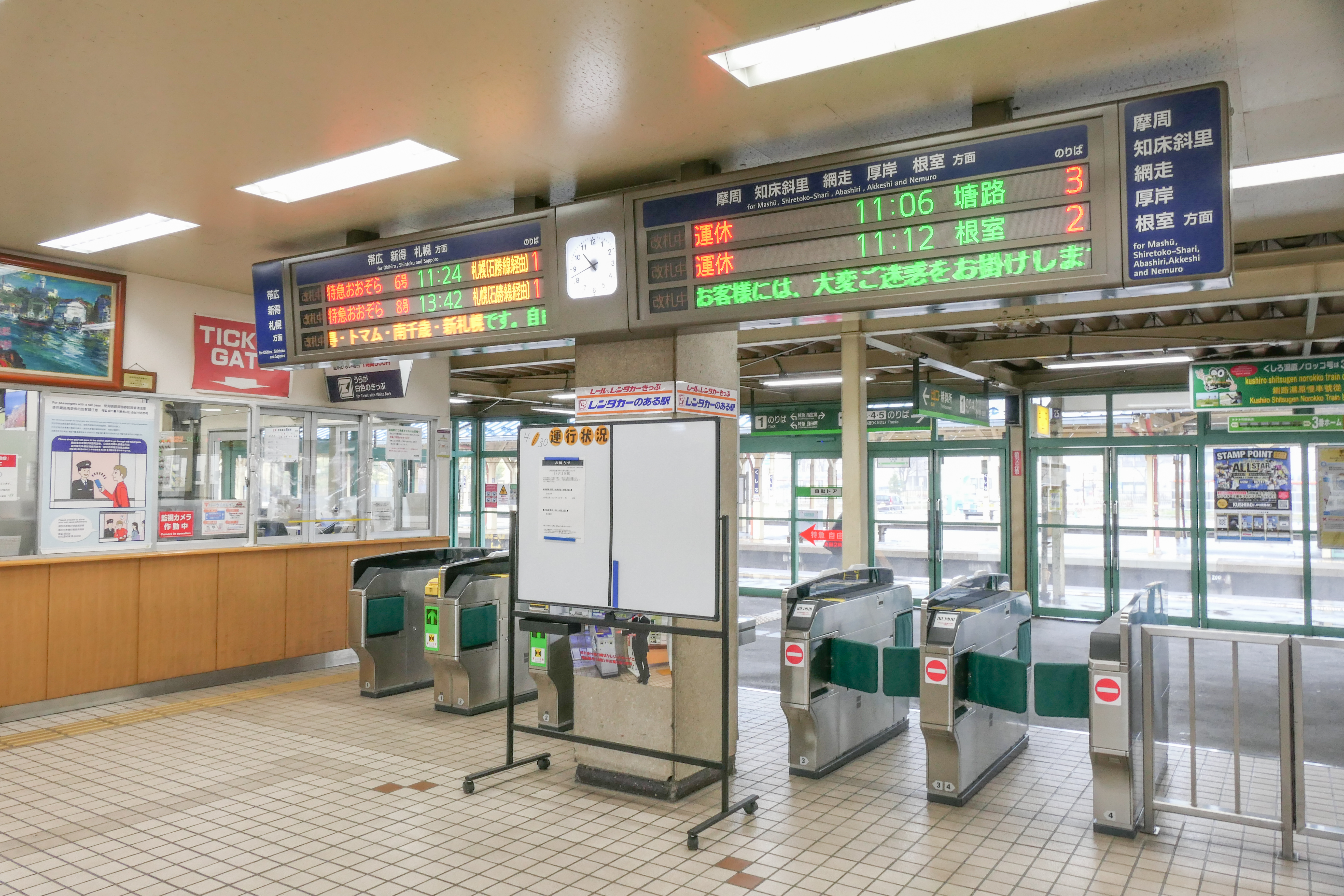
驗票閘口(2021年4月)

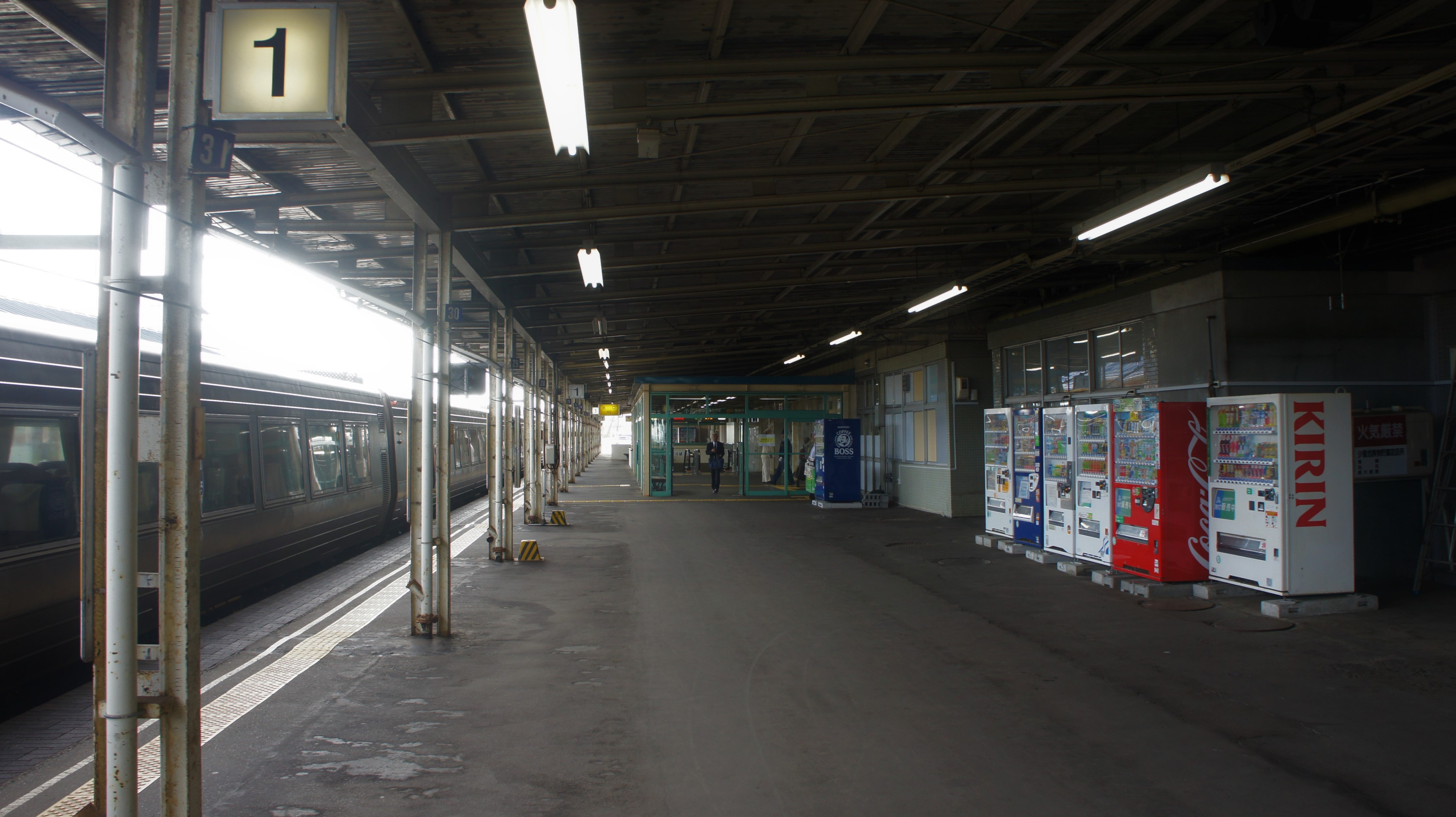
1號月台月台(2018年9月)

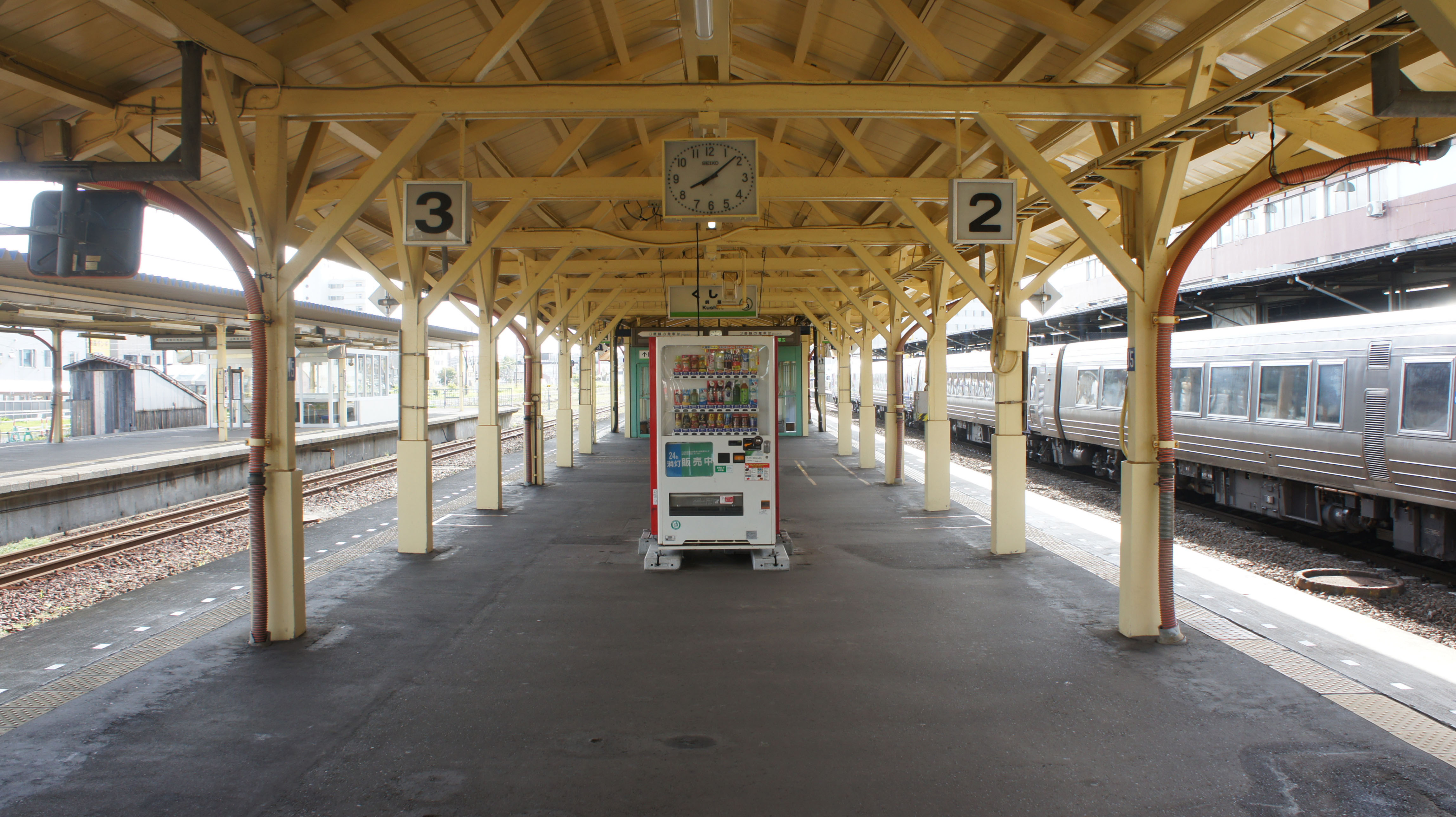
2號與3號月台月台(2018年9月)

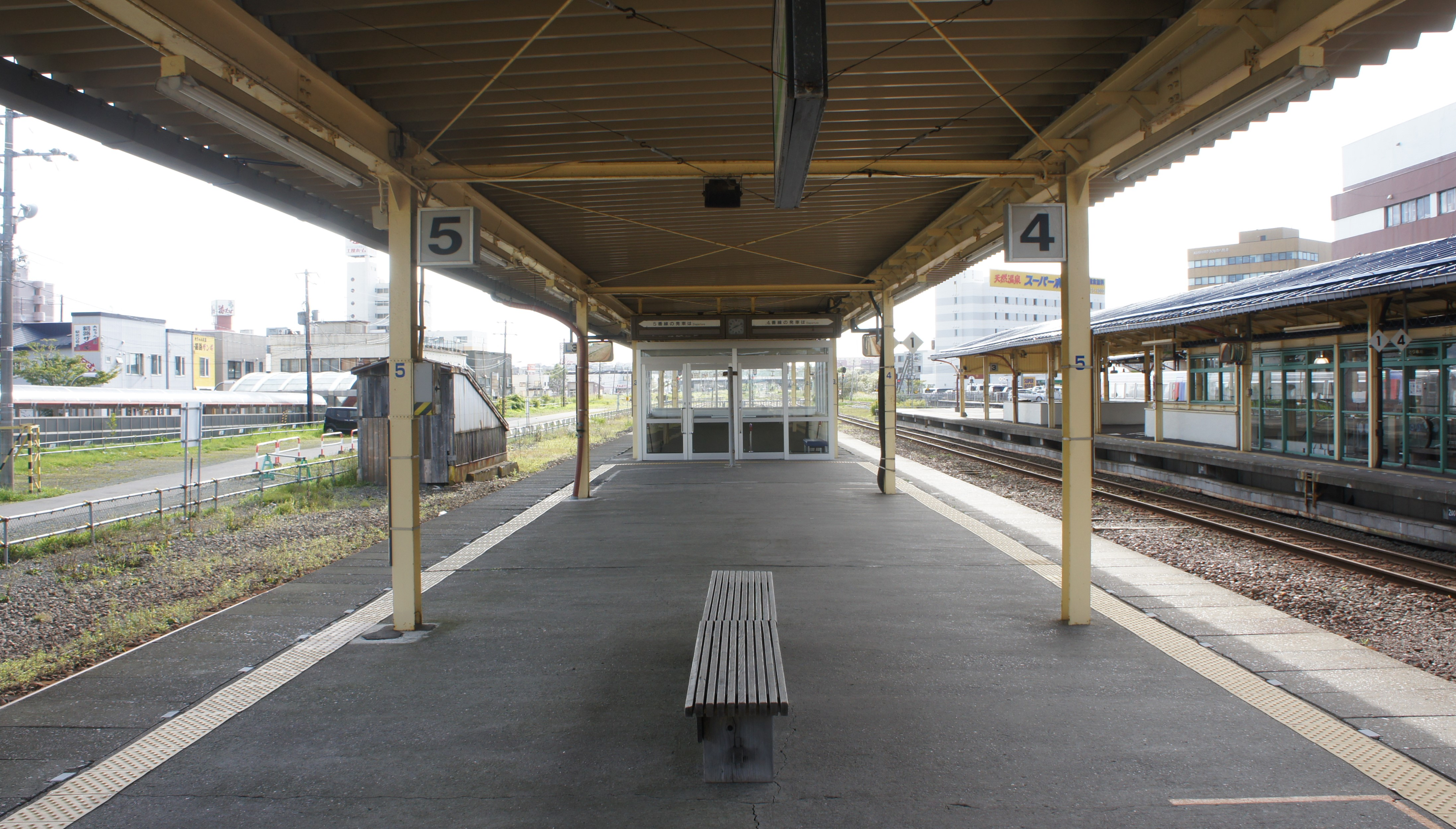
4號與5號月台(2018年9月)

本站的站內設有三個月台共五條路線，其中特急列車超級大空號主要是以一號線作為主要乘車線。要通往第一至第三乘車線需使用手扶梯。
釧路車站與大部分日本的主要鐵路車站同樣，設有綠窗口（JR系統的訂票窗口）、JR旅行中心（JR北海道所屬的旅行中心系統又暱稱為，星光廣場）、車站租車中心，以及包括Mister Donut（甜甜圈先生）、蕎麥麵店、咖啡店、土產店、書店與Kiosk便利商店之類，經常會在車站內出現的商店。除此之外，北洋銀行與日本郵政在釧路車站內設有分行，二、三樓的部分樓面也出租給山葉經營音樂教室。此站的地下室以往曾經設有釧路車站百貨公司，但已在2004年6月時歇業封閉。
由於本站是JR北海道三個支社之一的釧路支社所在地，因此大部分的站體大樓都是由支社相關單位在使用。

### 月台配置
| 月台  | 路線      | 目的地                           |
| ----- | --------- | -------------------------------- |
| 1 - 4 | ■根室本線 | 白糠、帶廣、新得、札幌、瀧川方向 |
| 1 - 4 | ■花咲線   | 厚岸、根室方向                   |
| 1 - 4 | ■釧網本線 | 摩周、網走方向                   |
| 5     | ■花咲線   | 厚岸、根室方向                   |
| 5     | ■釧網本線 | 摩周、網走方向                   |

## 歷史
1901年落成開始營運，已有百年歷史的釧路車站是道東地區最重要的交通要衝。今日的釧路車站並不位在當初設站時的原位，但為了作為紀念，在車站原址、釧路福祉會館前的綠地上，特別設有與釧路關係深厚的名詩人石川啄木的「浪淘沙」歌碑。
- 1901年（明治34年）7月20日 - 釧路車站啟用。
- 1908年（明治41年）1月21日 - 詩人石川啄木以釧路新聞記者的身份，在晚上九點乘車抵達釧路車站，並感慨地留下「在最終點的車站下了車…… 」（さいはての駅に下り立ち…）的詩句。
- 1917年（大正6年）1月27日 - 車站搬遷到今日的現址，原本的舊站更名為濱釧路車站（浜釧路駅）作為貨運車站使用。今日濱釧路站早已廢止，空出的用地被用於稱為釧路民政中心（釧路シビックコア）的新都市行政中心開發計畫。
- 1923年（大正12年） - 北海炭礦鐵道線開業（後改名為雄別炭礦鐵道線）。
- 1961年（昭和36年） - 站體改建為今日的狀態。
- 1962年（昭和37年） - 行駛於釧路～函館間的特急列車大空（おおぞら）開始營運（1980年時，路線縮短為釧路～札幌間）
- 1970年（昭和45年）4月16日 - 雄別鐵道線廢線，釧路車站內最北面的月台連同通往該月台的地下道也一併封閉。
- 1981年（昭和56年）10月1日 - 石勝線開始營運。
- 1987年（昭和62年）4月1日 - 日本國鐵分割民營化，釧路車站的所有與營運權被劃歸北海道旅客鐵道（JR北海道）繼承。
- 1989年（平成元年）8月1日 - 釧路～濱釧路間的貨運支線廢線。
- 1997年（平成9年）- 觀光小火車（トロッコ列車）「釧路濕原諾羅科號」（くしろ湿原ノロッコ号）正式在釧路～塘路之間開始營運。
- 1997年（平成9年）- 擺錘式列車「超級大空號」開始行駛於釧路～札幌之間。
- 1997年（平成9年）12月30日 - 汽車載運列車（Car Train）正式在釧路～札幌間進行臨時運行。

## 路線、車站與列車

### 通過路線
釧路車站除了是JR北海道根室本線上的重要車站之外，也是根室本線上東西兩個獨立運轉系統的分界點，釧路車站西側的路段上包括有瀧川、富良野、新得、帶廣、池田等車站，而東側則是駛往厚岸、根室的方向。其中東側往根室方向的路線又常被暱稱為「花咲線」。由道央地區的札幌經帶廣行駛至道東地區的特急列車「超級大空號」與臥舖列車「藻球號」都是以釧路作為終點站，也使得釧路成為道東一帶與北海道其他地區往來的重要門戶。
由釧路地區駛往網走的釧網本線正式的起點站雖然位於隔鄰的東釧路車站，但為了方便旅客接駁行駛於該路線上的列車實際上是由釧路車站發車。
以釧路濕原觀光為訴求，行駛於釧網本線南段上的觀光小火車「釧路濕原慢車號」是以釧路車站作為出發點，至塘路車站後折返回到釧路。至於每年1月至3月間的蒸汽觀光列車「SL冬之濕原號」則是以釧路車站作為出發點，行駛至釧網本線上的標茶車站之後再行折返。

## 相鄰車站
北海道旅客鐵道
■根室本線
- 特急「超級大空」停靠站

快速「花咲」（此站終着）
釧路（K53） ← 厚岸
快速「花咲」「納沙布」（往根室）
釧路（K53） → 東釧路（B54）
普通
新富士（K52）－釧路（K53）－東釧路（B54）
■釧網本線（東釧路－釧路為根室本線）
快速「知床」、普通
東釧路（B54）－釧路（K53）

## 相關題裁作品
演歌歌手三丘翔太於2023年10月18日推出了單曲《釧路發5時35分根室行》，正正就是取材自當時每天早上5時35分由釧路開往根室站的首班花咲線列車。可是這班列車已於2025年3月隨時間表改正時被取消了。

## 外部連結
- JR北海道 – 釧路車站 （页面存档备份，存于）（日語）
- 釧路市官方網站 （页面存档备份，存于）（日語）

42°59′25″N 144°22′56″E / 42.99028°N 144.38222°E